# Lycaeides abetonica
Lycaeides abetonica är en fjärilsart som beskrevs av Ruggero Verity 1911. Lycaeides abetonica ingår i släktet Lycaeides och familjen juvelvingar. Inga underarter finns listade i Catalogue of Life.